# NGC 5729
NGC 5729 est une galaxie spirale située dans la constellation de la Balance. Sa vitesse par rapport au fond diffus cosmologique est de 2 048 ± 16 km/s, ce qui correspond à une distance de Hubble de 30,2 ± 2,1 Mpc (∼98,5 millions d'al). NGC 5729 a été découverte par l'astronome germano-britannique William Herschel en 1784.
La classe de luminosité de NGC 5729 est II et elle présente une large raie HI.
À ce jour, cinq mesures non basées sur le décalage vers le rouge (redshift) donnent une distance de 24,100 ± 2,536 Mpc (∼78,6 millions d'al), ce qui est légèrement à l'extérieur des valeurs de la distance de Hubble. Notons que c'est avec la valeur moyenne des mesures indépendantes, lorsqu'elles existent, que la base de données NASA/IPAC calcule le diamètre d'une galaxie et qu'en conséquence le diamètre de NGC 5729 pourrait être d'environ 24,2 kpc (∼78 900 al) si on utilisait la distance de Hubble pour le calculer.